# Mátyás Szűrös
Mátyás Szűrös (Püspökladány, 11 settembre 1933) è un politico ungherese.
Ha ricoperto la carica di Presidente Provvisorio della Repubblica Ungherese dal 18 ottobre 1989 al 2 maggio 1990.